# 芳の里淳三
芳の里 淳三（よしのさと じゅんぞう、1928年9月27日 - 1999年1月19日）は、千葉県長生郡一宮町出身で二所ノ関部屋所属の元大相撲力士、日本の元プロレスラー、実業家、元NWA第二副会長。大相撲時代の四股名は神若 淳三、神若 順三、芳ノ里 安秀。最高位は前頭12枚目（神若順三の四股名）。身長174cm、体重84kg。本名は、長谷川 淳三（はせがわ じゅんぞう）。

## 来歴
子供の頃からスポーツ万能であった。神風正一を頼り二所ノ関部屋に入門、長谷川の四股名で1944年1月場所初土俵。その後、四股名を神若淳三（かみわか じゅんぞう）、神若順三（かみわか じゅんぞう）と改め、1950年1月場所に新入幕を果たす。小柄ながら、下手投げを得意とする技能派力士として頭角を現し、1952年1月場所には四股名を芳ノ里と改め、若乃花、琴ヶ濱とともに「二所の三羽烏」と呼ばれた。
前頭12枚目まで上り詰めるものの、番付運の悪さと部屋の内紛に嫌気が差し、幕内成績39勝51敗の成績を残し1954年9月場所限りで廃業（出場はせず）。9月10日に二所ノ関の先輩・力道山を大阪府立体育館に訪ね、日本プロレス入門を直訴して認められ、当日にデビュー戦を戦う（対渡辺貞三）。日本のプロレス界において、当然1番のスピードデビューである。当初はプロレスラーのトレーニングはもちろんの事、プロボクサーのトレーニングも受けていた。
1954年12月22日、蔵前国技館で行われた昭和の巌流島決戦、力道山vs木村政彦の試合の前座ではプロレスであるにもかかわらず、対戦相手の市川登（全日本プロレス協会所属）に突如不意打ちのセメント（真剣勝負）を仕掛けており、数十発の張り手を見舞って昏倒させた。市川は脳に重い障害が残り1967年末に死去。この突然の暴挙は、当時絶対的に逆らえない存在であった力道山からの命であり「市川を殺せ」と、食事のたびに何度も繰り返し言われていたという。
1956年10月23日、大阪府立体育館で行われた全日本ウェート別選手権に出場、吉原功（後の国際プロレス社長）を破り初代ライトヘビー級王者となった。
1961年、ジャイアント馬場・マンモス鈴木と共にアメリカ遠征へ出発。丈の短いタイツ・ひざ当て・下駄履きという出立ちでいわゆる「田吾作スタイル」で反則攻撃を繰り返すヒールとして活躍。このスタイルは、アメリカマットにおける（テネシー地区では「デビル・サト」のリングネームで悪名を轟かせた）日本人ヒールの伝統となった。
力道山の死後、吉村道明・豊登・遠藤幸吉の3人で日本プロレスの経営を担い、1966年1月には3代目の社長に就任して現役を引退。後年、力道山OB会&プロレス（レスラーのOB組織）の会長に就任した。また、国際プロレスのテレビ中継『国際プロレスアワー』（東京12チャンネル）の解説者も担当した。
1998年3月11日に脳梗塞で倒れ、翌年の1999年1月19日、多臓器不全により死去。70歳没。

## 特記

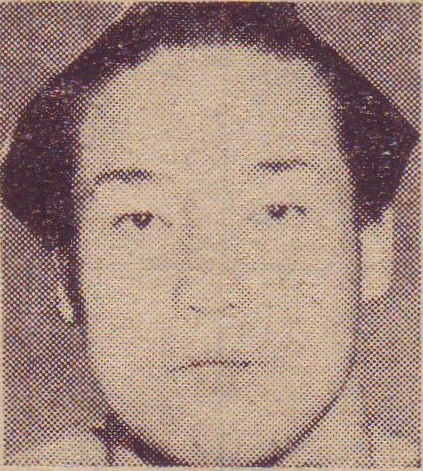
大相撲時代の芳の里

- 1973年4月に日本プロレスが崩壊した際、夫人に対し「俺に教育があれば団体を潰すことはなかった。社長よりも2番目が似合い、かつ上と下の意見を取り合うことが向いていた」と語っている[3]。日本プロレスの残務整理が終了した際は、事務所に残っていた日本プロレスの社員バッジをすべて持ち帰ったという[3]。
- 日本プロレスと新日本プロレスとの合併プランにおいては、会長職が用意されていたという[3]。しかし、実現には至らなかった。
- 全日本プロレスにおいて、1978年に行われた全日本・国際プロレス・韓国軍（大木金太郎派）による三軍対抗戦が行われた。この興行でジャイアント馬場対ラッシャー木村戦において、芳の里はレフェリーを務めている。馬場が木村に足4の字固めを仕掛けると、木村は上半身をリング外に出す体勢でロープブレイク。しかし芳の里はなぜかブレイクを認めず、リングアウトカウントを数え始め、木村はリングアウト負けを宣言された。日本プロレス界における「疑惑のレフェリング」として知られた。
- 梶原一騎原作の『プロレススーパースター列伝』（ザ・グレート・カブキ編）では、日本プロレスの金で銀座に毎晩繰り出して豪遊をする芳の里の姿が誇張して描かれており、イメージを大きく低下させた。

## 相撲成績
- 生涯成績：178勝158敗1分 勝率.530
- 幕内成績：39勝51敗 勝率.433
- 現役在位：30場所
- 幕内在位：6場所

### 場所別成績
| 1944年 （昭和19年） | 新序 3–1         | x               | 西序二段39枚目 2–3 | 東序二段44枚目 3–2        |
| 1945年 （昭和20年） | x                | x               | 西三段目36枚目 3–2 | 東三段目11枚目 4–1        |
| 1946年 （昭和21年） | x                | x               | x                  | 西幕下20枚目 5–2          |
| 1947年 （昭和22年） | x                | x               | 東幕下7枚目 2–3    | 東幕下10枚目 2–4          |
| 1948年 （昭和23年） | x                | x               | 西幕下14枚目 4–2   | 東幕下7枚目 4–1 （引分1） |
| 1949年 （昭和24年） | 東十両11枚目 8–5 | x               | 西十両4枚目 9–6    | 西十両筆頭 8–7            |
| 1950年 （昭和25年） | 西前頭20枚目 9–6 | x               | 東前頭15枚目 8–7   | 東前頭12枚目 3–12         |
| 1951年 （昭和26年） | 西前頭21枚目 8–7 | x               | 東前頭20枚目 7–8   | 東十両筆頭 5–10           |
| 1952年 （昭和27年） | 東十両6枚目 12–3 | x               | 西十両筆頭 8–7     | 東前頭20枚目 4–11         |
| 1953年 （昭和28年） | 西十両6枚目 7–8  | 西十両8枚目 9–6 | 東十両7枚目 9–6    | 東十両4枚目 6–9           |
| 1954年 （昭和29年） | 西十両8枚目 7–8  | 西十両9枚目 8–7 | 西十両7枚目 11–4   | 東十両3枚目 引退 0–0–0    |
| 各欄の数字は、「勝ち-負け-休場」を示す。 優勝 引退 休場 十両 幕下 三賞：敢=敢闘賞、殊=殊勲賞、技=技能賞 その他：★=金星 番付階級：幕内 - 十両 - 幕下 - 三段目 - 序二段 - 序ノ口 幕内序列：横綱 - 大関 - 関脇 - 小結 - 前頭（「#数字」は各位内の序列） |                  |                 |                    |                           |

### 幕内対戦成績
| 力士名   | 勝数 | 負数 | 力士名   | 勝数 | 負数 | 力士名 | 勝数 | 負数 | 力士名 | 勝数 | 負数 |
| -------- | ---- | ---- | -------- | ---- | ---- | ------ | ---- | ---- | ------ | ---- | ---- |
| 愛知山   | 1    | 1    | 五ッ洋   | 0    | 1    | 大岩山 | 1    | 1    | 大内山 | 0    | 1    |
| 大起     | 1    | 1    | 大昇     | 1    | 0    | 大晃   | 0    | 2    | 大蛇潟 | 0    | 2    |
| 甲斐ノ山 | 1    | 2    | 神錦     | 2(1) | 0    | 北ノ洋 | 0    | 2    | 清恵波 | 1    | 3    |
| 九州錦   | 0    | 1    | 国登     | 0    | 1    | 小坂川 | 0    | 2    | 櫻國   | 0    | 1    |
| 櫻錦     | 1    | 0    | 嶋錦     | 0    | 1    | 常ノ山 | 1    | 0    | 輝昇   | 1    | 1    |
| 時津山   | 1    | 0    | 那智ノ山 | 0    | 1    | 名寄岩 | 1    | 0    | 鳴門海 | 3    | 1    |
| 白龍山   | 0    | 1    | 羽嶋山   | 0    | 1    | 緋縅   | 1    | 2    | 広瀬川 | 1    | 1    |
| 藤田     | 2    | 0    | 二瀬山   | 1    | 0    | 不動岩 | 0    | 1    | 増巳山 | 4    | 1    |
| 緑國     | 1    | 2    | 宮城海   | 1    | 3    | 八方山 | 0    | 3    | 吉井山 | 2    | 1    |
| 吉田川   | 2    | 1    | 米川     | 0    | 1    | 若葉山 | 1    | 2    |        |      |      |

## 得意技
- 下駄攻撃（下駄を履いて入場。試合中にその下駄で相手を殴りつけることから「下駄社長」と呼ばれた）
- 首固め（スモールパッケージホールド。反則攻撃で撹乱した上での決め技として多く使われた。ジャイアント馬場は若手時代によく引っかかっていた）

## 獲得タイトル
日本プロレス
- 日本ジュニアヘビー級王座
- 日本ライトヘビー級王座
- 全日本タッグ王座